# Villasdardo
Villasdardo – gmina w Hiszpanii, w prowincji Salamanka, w Kastylii i León, o powierzchni 21,54 km². W 2011 roku gmina liczyła 20 mieszkańców.